# Histoire qui fut heureuse, puis douloureuse et funeste
Histoire qui fut heureuse, puis douloureuse et funeste (titre original en italien Storia prima felice, poi dolentissima e funesta) est un roman italien de Pietro Citati publié initialement en 1989 en Italie et paru en français le 17 septembre 1991 aux éditions Gallimard. Ce roman a reçu la même année le prix Médicis étranger.

## Éditions
- Histoire qui fut heureuse, puis douloureuse et funeste, éditions Gallimard, coll. « Du monde entier », 1991  (ISBN 978-2070723003).